# A$AP Rocky

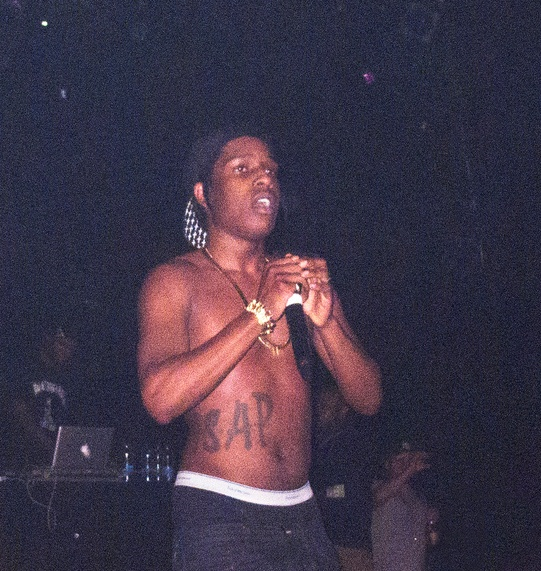
A$AP Rocky al Corona Theatre, Montreal, Canadà

Rakim Mayers (Nova York, 3 d'octubre de 1988), més conegut pel seu nom artístic A$AP Rocky, és un cantant de Rap americà membre de l'agrupació A$AP Mob, de la qual va adoptar-ne el sobrenom. També ha estat director de diferents vídeos musicals per a ell mateix, per a Danny Brown i per a altres membres de l'A$AP Mob i ha produït discos de música sota el nom de Lord Flacko. A$AP Rocky ha tret dos àlbums, i l'èxit del primer el 2011 (Live. Love. A$AP.) el va portar a signar un contracte amb les discogràfiques Polo Grounds Music, RCA Records i Sony Music Entertainment. Més tard, el 2013, va treure el seu segon àlbum Long. Live. A$AP., el qual va debutar al primer lloc de la classificació musical americana Billboard i va ser molt ben rebut pels crítics.

## Primers anys
Rakim Mayers va néixer al Bronx però va criar-se a Harlem, Nova York, el 1988 i el seu pare era de Barbados. Té una germana petita. El seu nom ve del cantant de rap Rakim, una llegenda del Hip-hop.
Havent nascut en aquest barri problemàtic criminalment parlant, Mayers es va veure embolicat en activitats clandestines des de petit. Als 12 anys, el seu pare va ser enviat a la presó per tràfic de drogues. Passat un any, el seu germà va ser assassinat a prop del seu apartament a Harlem, i des d'aquell punt va haver de sobreviure amb la seva mare buscant refugi pel seu barri.
Mayers ja feia rap des dels 8 anys, gràcies al seu germà gran, del qual també va adoptar les trenes que porta al cap. Després de l'engarjolament del seu pare, Rakim Mayers va començar a dedicar-se més al rap, però no se'l va prendre seriosament fins als 17 anys. Va créixer amb UGK, Devin the Dude, The Diplomats, Wu Tang Clan, Bone-Thugs-N-Harmony i Run DMC entre molts altres artistes de Hip-hop.

## Carrera musical
Rakim Mayers va unir-se al col·lectiu de Hip Hop A$AP Mob el 2007, del qual va adoptar-ne el sobrenom. Aquest grup està format per cantants, productors, directors musicals, dissenyadors de moda i bikers amb gustos semblants en música, art, estil i moda. Aquest acrònim “A$AP” fa referència a “Always Strive And Prosper” (Sempre Esforça't I Prospera), encara que se li donen altres significats com "Assassinating Snitches and Police" (Assassinant Espies I Policies) o el preferit d'A$AP Rocky, “Acronym Symbolizing Any Purpose” (Acrònim que Simbolitza Qualsevol Propòsit).
El 2011, un fan parisenc va reunir tots els seus temes amb més èxit en una compilació anomenada “Deep Purple”. En poc temps el seu hit “Peso” va ser filtrat i va arribar al rànquing Hot 97 New York Radio Station.
Poc després que es revelés que trauria el videoclip del tema “Purple Swag”, A$AP Rocky va ser demanat per a signar amb moltes discogràfiques. Va treure el seu àlbum de debut “Live. Love. A$AP.”, el qual el va portar a signar amb RCA Records i Polo Grounds Music.
El 2012, A$AP Rocky va unir-se a Kendrick Lamar per a iniciar el tour del cantant Drake, i això va beneficiar a A$AP Rocky, que encara no era tan conegut. Aquell mateix any, Rocky i la resta de l'A$AP Mob van ser acusats de robar l'estil i les lletres de Raider Klan, i més tard Rocky va acceptar que era cert que havia adoptat algunes lletres dels seus temes.
El juny d'aquell mateix any, Rocky va actuar al Pitchfork Music Festival. Havia de fer el seu debut televisiu al programa Late Night with Jimmy Fallon el 20 de juny, però la nit anterior va ser arrestat per involucrar-se en una baralla amb l'artista iRome. El 6 de setembre Rocky va actuar juntament amb Rihanna als premis de MTV del 2012.
El 15 de gener de 2013 Rocky va treure el seu àlbum Long.Live.A$AP, produït per Clams Casino, Hit-Boy, ASAP Ty Beats, Soufein3000, and Joey Fat Beats. Inclou singles com “Goldie”, que va sortir el 27 d'abril del 2012. Aquest àlbum va ser promocionat per una gira de 40 dies, en la qual hi van participar artistes com Danny Brown, Schoolboy Q i la resta de l'A$AP Mob. Va ser molt ben rebut pels crítics i la primera setmana d'estar al mercat es van vendre 139.000 còpies només als Estats Units.
El 21 de juny del 2013, Rocky va anunciar a MTV que havia completat el seu nou àlbum (Beauty & The Beast: Slowed Down Sessions), el qual consisteix en pistes instrumentals d'ambient i que sortirà aquest estiu del 2014 de franc.